# Conspicuous Gallantry Cross
La Conspicuous Gallantry Cross (CGC) est la deuxième plus haute décoration militaire des Forces armées britanniques.
La CGC a été instituée à l'occasion de la réforme du système des récompenses et distinctions de 1993 dans le but de réduire le nombre de distinctions reçues pour bravoure.
La CGC a alors remplacé à la fois la Distinguished Conduct Medal et la Conspicuous Gallantry Medal de la Royal air Force (RAF) et de la Royal Navy (RN) en tant que deuxième niveau de récompense pour les sous-officiers et hommes du rang.
La CGC a aussi remplacé le Distinguished Service Order, en tant que récompense des officiers pour bravoure au feu. Le DSO est toutefois toujours décerné pour un commandement exemplaire de troupes.
La CGC est désormais la deuxième plus haute distinction, après la Victoria Cross pour tous les grades des trois armes (terre, air, mer).
La CGC, qui peut être attribuée à titre posthume, est décernée « en reconnaissance d'acte(s) de bravoure dans le cadre d'opérations contre l'ennemi » (« in recognition of an act or acts of conspicuous gallantry during active operations against the enemy »).
Des barrettes (bars) sont ajoutées à la CGC en reconnaissance d'actes postérieurs qui à eux seuls auraient mérité l'attribution de la récompense. Les récipiendaires sont autorisés à apposer les lettres CGC à leur titre et "& Bars" s'il y a lieu.

## Récipiendaires
Depuis l'introduction de la CGC en 1993, seules vingt-quatre récompenses ont été distribuées et aucune à titre posthume. Voici une liste des récipiendaires en date de juillet 2007 :
| Nom                       | Rang                      | Unité                                                                              | Publié le        | Conflit                            |
| ------------------------- | ------------------------- | ---------------------------------------------------------------------------------- | ---------------- | ---------------------------------- |
| Mills, Wayne              | Caporal                   | Duke of Wellington's Regiment (en)                                                 | 9 mai 1995       | Ancienne République de Yougoslavie |
| Humphreys, Peter          | Caporal d'état-major      | Royal Welch Fusiliers                                                              | 9 mai 1996       | Ancienne République de Yougoslavie |
| Nom non publié            | rang non publié           | SBS                                                                                | 6 avril 2001     | Sierra Leone (opération Barras)    |
| Nom non publié            | rang non publié           | SAS                                                                                | 6 avril 2001     | Sierra Leone (opération Barras)    |
| Nom non publié            | rang non publié           | SBS                                                                                | 29 Oct 2002      | Afghanistan                        |
| Nom non publié            | rang non publié           | SBS                                                                                | 29 Oct 2002      | Afghanistan                        |
| Nom non publié            | rang non publié           | SAS                                                                                | 29 Oct 2002      | Afghanistan                        |
| Nom non publié            | rang non publié           | SAS                                                                                | 29 Oct 2002      | Afghanistan                        |
| Thomas, Justin Royston    | Marine                    | Royal Marines                                                                      | 31 Oct 2003      | Irak                               |
| Flynn, Michael John       | Vice-caporal de cavalerie | Blues and Royals                                                                   | 31 Oct 2003      | Irak                               |
| Jardine, Shaun Garry      | Corporal                  | King's Own Scottish Borderers                                                      | 23 avril 2004    | Irak                               |
| Robertson, Gordon         | Sergent                   | Parachute Regiment                                                                 | 23 avril 2004    | Irak                               |
| Broome, Christopher Mark  | Sergent                   | Princess of Wales's Royal Regiment                                                 | 15 mars 2005     | Irak                               |
| Bryan, Terry              | Sergent                   | Royal Regiment of Artillery                                                        | 15 mars 2005     | Irak                               |
| Thomson, Terence Alan     | Caporal                   | Princess of Wales's Royal Regiment                                                 | 15 mars 2005     | Irak                               |
| Day, Tony Kenneth         | Caporal                   | Royal Marines                                                                      | 18 mars 2005     | Afghanistan                        |
| Merchant, Jeremy Mark     | Capitaine                 | Royal Marines                                                                      | 18 mars 2005     | Afghanistan                        |
| Sanders, Edward Lawrence  | Soldat                    | Parachute Regiment                                                                 | 18 mars 2005     | Afghanistan                        |
| Tomlinson, Matthew Robert | Caporal d'état-major      | Royal Marines                                                                      | 24 mars 2006     | Irak                               |
| Radford, Andrew           | Vice-caporal de cavalerie | Household Cavalry Regiment                                                         | 14 décembre 2006 | Afghanistan                        |
| Harkess, James            | Sergent                   | Worstershire and Sherwood Foresters Regiment                                       | 14 décembre 2006 | Irak                               |
| Farmer, Hugo              | Lieutenant                | Parachute Regiment                                                                 | 14 décembre 2006 | Afghanistan                        |
| Illingworth, Timothy      | Lieutenant                | The Light Infantry                                                                 | 14 décembre 2006 | Afghanistan                        |
| Collective Award          |                           | Royal Irish Regiment (27th (Inniskilling) 83rd et 87th et Ulster Defence Regiment) |                  | Irlande du Nord                    |